# San Salvatore in Lauro (titre cardinalice)
Pour les articles homonymes, voir San Salvatore.
San Salvatore in Lauro est une diaconie cardinalice instituée le 13 avril 1587 par le pape Sixte V dans la constitution apostolique Religiosa par transfert de l'ancien titre de San Simeone Profeta. Elle est supprimée 83 ans plus tard par Clément X qui transfère le titre à San Bernardo alle Terme.
Le 24 novembre 2007, Benoît XVI instaure à nouveau une diaconie  attachée à l'église San Salvatore in Lauro.

## Titulaires

### Cardinaux-prêtre (1587-1670)
- Scipione Lancellotti (1587-1598)
- Silvio Antoniano (1599-1603)
- Séraphin Olivier-Razali (1604-1609)
- Orazio Lancellotti (1611-1620)
- Pietro Valier (1621-1624)
- Luca Antonio Virili (1629-1634)
- Ciriaco Rocci (1635-1651)
- Pietro Vito Ottoboni (1652-1660) (futur pape sous le nom d'Alexandre VIII)
- Francesco Maria Sforza Pallavicino, S.J. (1660-1667)
- Giovanni Delfino (1667-1670)

### Cardinaux-diacres (depuis 2007)
- Angelo Comastri (2007-2018), titre pro hac vice (2018 - )